# Maurizio Rossi (cyclisme)
Maurizio Rossi (né le 20 décembre 1962 à Forlì, dans la province de Forlì-Césène, en Émilie-Romagne) est un coureur cycliste italien, professionnel entre 1984 et 1990.

## Biographie
Maurizio Rossi a failli créer une grosse surprise sur le Tour du Pays basque 1986. Il remporta la première étape en solitaire avec trois minutes et quarante secondes d'avance sur le peloton. Lors de la dernière étape contre la montre de dix huit kilomètres, Sean Kelly réussit l'exploit de lui reprendre trois minutes et cinquante huit secondes. Maurizio Rossi s'inclina donc pour dix huit secondes au classement final.

## Palmarès

### Palmarès amateur
- 1979
  - Coppa Valsenio
  - Trofeo Gordini
- 1982
  - Trofeo Francesco Gennari
- 1983
  - Trofeo Papà Cervi
  - Trofeo Francesco Gennari

### Palmarès professionnel
- 1986
  - 1re étape du Tour du Pays basque
  - Tour de Vénétie
  - 2e du Tour du Pays basque
- 1987
  - Semaine cycliste internationale :
    - Classement général
    - 2e étape

  - 2e du Tour de Campanie
- 1989
  - 3e du Grand Prix de l'industrie et du commerce de Prato

## Résultats sur les grands tours

### Tour d'Italie
6 participations
- 1985 : 102e
- 1986 : 73e
- 1987 : 89e
- 1988 : abandon
- 1989 : 43e
- 1990 : 55e

### Tour d'Espagne
1 participation
- 1990 : 87e